# فائق عرقسوسي
فائق عرقسوسي (3 يونيو 1954 - 9 أبريل 2023) ممثل سوري ولد في حي الشاغور في دمشق.

## حياته
خريج معهد الفنون المسرحية في القاهرة بمصر. له العديد من المسلسلات التلفزيونية وأهمها دائرة النار عام 1988 من إخراج هيثم حقي. وهو متزوج وله ولد وبنتان إحداهما «نور عرقسوسي» المغنية السورية.

## من أعماله
- الرحيل إلى الوجه الآخر
- قتل الربيع[3]
- مذنبون أبرياء
- دومينو
- العروس
- جلد الأفعى
- بقعة ضوء
- مسلسل الولادة من الخاصرة 3.
- مسلسل ومضات من تاريخنا
- حارة نسيها الزمن
- بهلول القبضاي
- المجالس مدارس للمخرج أحمد دعيبس.
- زمن البرغوت
- كفرون[4]

## وفاته
توفي يوم الأحد 9 أبريل 2023 بعد معاناة مع المرض عن تسعةٍ وستين عامًا.